# Aeoline (Musikinstrument)
Aeoline ist der Name mehrerer Musikinstrumente, die der Maultrommel nachempfundene durchschlagende Stimmzungen verwenden, die in beiden Windrichtungen Töne erzeugen. Aeoline ist auch der Name für Orgelstimmen mit freischwingenden, durchschlagenden Zungen die einen sehr zarten Klang haben. Der Instrumentenbauer Johann Caspar Schlimbach war 1810 der erste, der einen Querhammerflügel mit Aeoline baute, die Idee und vorangegangene Versuche wie auch die Namensgebung stammen von Bernhard Eschenbach, der 1812 bereits eine etwas größere Klaväoline baute. Im Musikinstrumenten-Museum Berlin ist ein derartiges Instrument ausgestellt. (Kat.-Nr. 5321 „Querhammerflügel mit Aeoline, Johann Caspar Schlimbach, Königsofen, um 1815“).
Ein sehr ausführlicher Bericht über die Klaveoline, die von Eschenbach selber gebaut wurde, findet sich  1815 im Wöchentlicher Anzeiger für Kunst- und Gewerb-Fleiß im Königreiche Bayern.
Im Jahr 1820 hatte „Der Schreiber … Gelegenheit, mehrere dieser Instrumente zu sehen und zu hören, …“
Sein Bericht über die Erfindung:

„Mit Hilfe des dortigen geschickten Instrumentenmachers, Hrn. Schlimmbach, wurde nun das erste Instrument dieser Art zu Stande gebracht, welches der Erfinder, wie er sagte, nach Anleitung des Wortes Violine, Aeoline nannte. Uneigennützig teilte er nun seine Erfindung einigen andern Künstlern mit, namentlich Herrn Voit in Schweinfurt, der dann mehrere solcher Instrumente bauete, sie Aeolodikon nannte, und schon vor mehreren Jahren mit einem derselben eine Reise nach Frankfurt machte.“

„In der Tat hat der obengenannte Hr. Schlimmbach schon eine Orgel gebaut, in welcher mehrere Register mit dem Aeolodikon angebracht sind, …“

Die Aeoline gehört wie die Melodika und die Physharmonika sowie das Aoelsklavier zu den Vorgängern des Harmoniums.
Die Bezeichnung Aeoline (so seit 1816, Eschenbach) wurde in der Folgezeit auch für weitere Instrumente mit Stimmplatten verwendet:
- Christian Friedrich Ludwig Buschmann, ebenfalls ein Instrumentenbauer, nannte seine frühen kleinen Physharmonikas Aeolinen. Diese Instrumente entstanden ungefähr ab 1829.
- Bestimmte Mundharmonika-Vorläufer wurden ebenfalls Aeoline[4] genannt, manche davon wurden auch als Aura[5] bezeichnet.
- Ab 1820 wurden mehrere Varianten unter dem Namen Aeolodicon entwickelt.
- Das Blasakkordeon wurde auch Aeoline mit Klappen genannt.
- Zum Psallmelodikon siehe unter Durchschlagzungen.
- Die Maultrommel wurde noch um 1829 als Aeoline bezeichnet. Anemochord und Äolsharfe werden damit in Verbindung gebracht.[6]